# 현대 imax N
현대 iMax/H-1/그랜드 스타렉스 N은 2019년 현대자동차 호주 법인이 제작한 퍼포먼스 컨셉트 카 로서 호주내의 최대 튜닝카 모터스포츠 이벤트인 월드 타임어택 챌린지(WTAC)에 출전한 이력을 가지고 있는 런닝 퍼포먼스 컨셉트 카이다. '드리프트 버스'(Drift Bus)로 불리며 8명이 승차한다는 다인승 MPV의 컨셉을 갖추면서도 즐거운 드라이빙이 가능하다는 점을 적극적으로 어필 하고 있는데 이 부분은 N 모델이 적극적으로 강조하는 '일상의 스포츠카'라는 부분과 맞닿아 있다.

## 등장배경
현대 iMax N은 2019년 만우절 이벤트로 현대자동차의 독일 법인의 공식 인스타그램을 통해 공개한 H-1 Travel N이 컨셉트의 시초라고 할 수 있다. 유럽에서 판매중인 H-1(그랜드 스타렉스)의 MPV 트림인 Travel을 기반으로 현대 N 모델의 상징적인 컬러인 퍼포먼스 블루 컬러에 i30 N에 적용된 19인치 휠과 N 퍼포먼스 브레이크를 합성해 둔 외관을 갖추고 있었다.

## 상세(TQ-PE2)

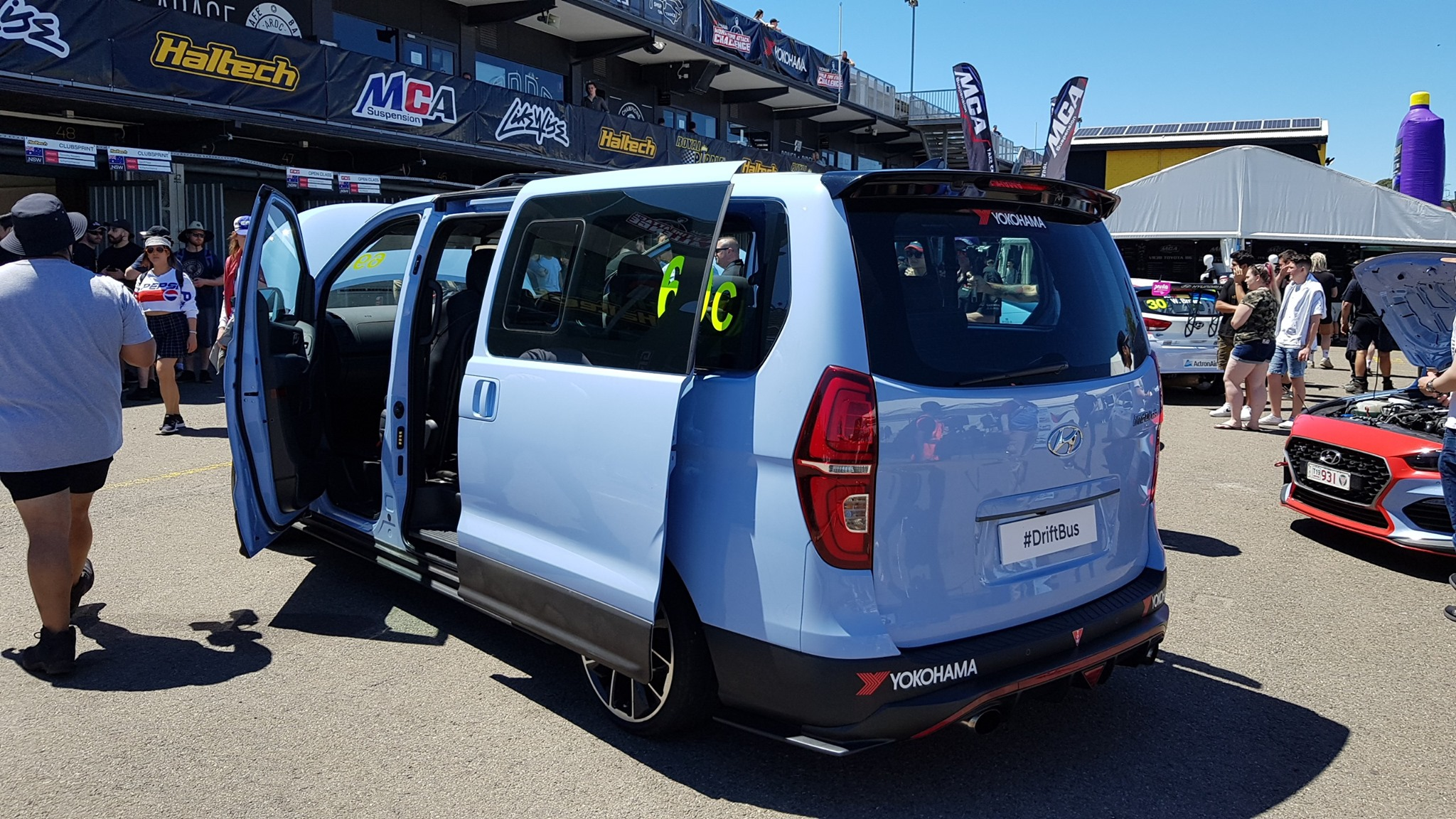
현대 iMax N 후측면

2019년 현대자동차의 호주 법인은 호주에서 개최되는 세계적인 튜닝카 모터스포츠 이벤트인 월드 타임어택 챌린지(WTAC)에 참가하기 위한 i30 Fastback N의 타임어택 레이스카와 iMax(그랜드 스타렉스의 호주 판매명)의 런닝 퍼포먼스 컨셉트카의 제작에 착수했다. 상업용의 성격이 강한 원박스 미니밴 및 MPV를 대상으로 퍼포먼스 컨셉트 카를 제작하는 것은 르노의 에스파스에 당시 참가중이던 F1 머신의 엔진을 적용한 컨셉트카나 폭스바겐의 트랜스포터 3세대(T3)에 포르쉐 911의 엔진을 적용한 포르쉐 B32 같은 머신이 이미 존재했었다.
현대자동차 호주 법인은 iMax의 8인승 모델에 제네시스 G80(RG3)부터 적용될 예정이였던 람다3 T-GDi 3.5 트윈터보 엔진을 탑재하면서 8단 자동변속기(A8TR1-1)을 적용했으며, N 모델에 사용되는 전자제어 감쇄력 조절식 서스펜션 및 i30 N의 휠과 브레이크를 적용하기 위해 5홀로 개조 된 너클과 별도로 제작된 로워암등을 적용하여 주행성능을 갖추었다.
외관에 있어서도 N 모델들이 갖추고 있는 레드 엑센트가 추가된 프런트 스플리터, 사이드 스커트, 리어윙과 리어 디퓨저를 적용했으며 호주 수출모델에는 적용되지 않는 그랜드 스타렉스의 6/9인승 모델(Urban) 전용의 프로젝션 헤드라이트를 적용했다. 실내는 i30 N에 적용되는 스티어링 휠이 적용되었고 패들 시프트를 장착했으며 i30 N의 시트가 적용되었고 후석의 시트에도 N 로고와 퍼포먼스 블루 스티치가 적용된 스포츠 시트를 장착했다.

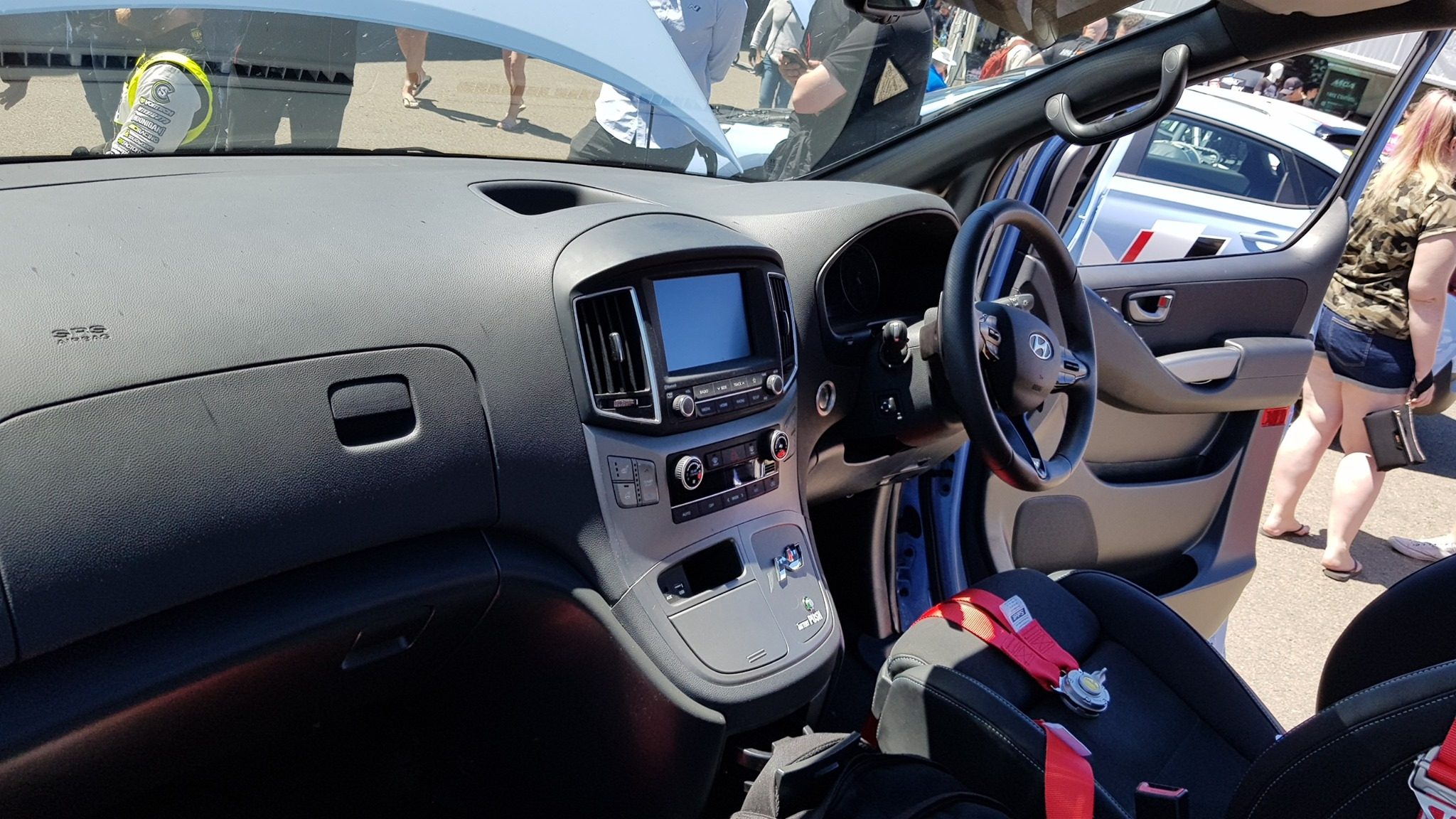
현대 iMax N 실내

2019년 10월 18일 현대자동차 호주 법인은 드리프트 버스(Drift Bus)라는 제목으로 iMax N의 주행영상을 처음 공개했는데 최고출력 402ps, 최대토크 56.6kgf.m를 발휘하며 후륜구동 레이아웃인 iMax와 동일하게 후륜구동으로 제작되어 드리프트 버스(Drift Bus)라는 이름에 맞게 화려한 드리프트 주행을 선보이는 영상으로 2021년 11월 현재까지 유튜브 조회수 105만회를 기록하고 있다.
iMax N은 양산 가능성은 없지만 N 모델이 보여주고자 하는 요소중의 하나인 '일상의 스포츠카'라는 부분을 가장 대중적인 모델에 현실적인 방법으로 보여주는 퍼포먼스 컨셉트 카 로서 2019년 당시 큰 반향을 불러 일으켰으며 드리프트 주행 뿐 아니라 WTAC가 개최되는 시드니 오란 파크 레이스웨이에서 클럽스프린트 클래스에도 참가하기도 했다.

## 같이 보기
- 현대자동차
- 현대 N
- N DECODE